# Sèdo Tossou
Sèdo Tossou, né le 7 novembre 1995, est un acteur, pianiste et mannequin franco-béninois. Un des premiers acteurs béninois à s’insérer dans le monde du cinéma hollywoodien, il est le fondateur de Sèdo N’Nogni, une école de cinéma au Bénin.

## Biographie

### Enfance et études
Né le 7 novembre 1995 à Courcouronnes en France, Sèdo Tossou est originaire du Bénin. Il décroche le bac S au Lycée Pierre Bourdan à Guéret à l'âge de 16 ans. Inscrit à l'âge de 4 ans à l'éveil musical par ses parents, il a commencé par faire du piano à partir de 6 ans.
Après avoir obtenu un diplôme universitaire de technologie en génie électrique et informatique industrielle à l'université de bordeaux, Sèdo Tossou prend la décision de se tourner vers le cinéma contre la volonté de ses parents. Il est détenteur d'un diplôme du programme de diplôme d'un an en cinéma de NYFA et d'un diplôme de musique classique en piano. Il sait jouer à la guitare, à chanter et à danser, avec une spécialité dans les styles hip-hop.

### Carrière

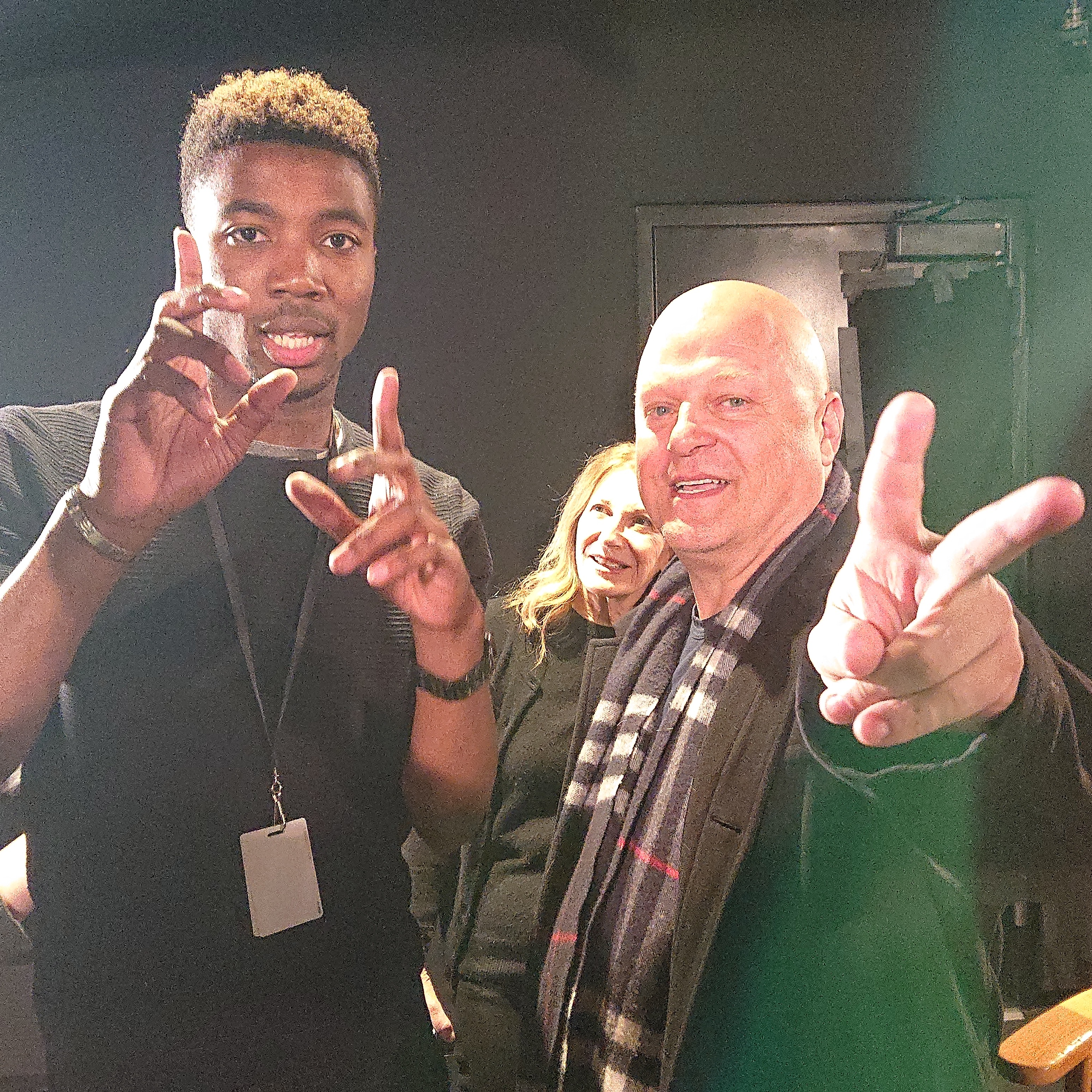
Sèdo Tossou et l'acteur américain Michael Chiklis

Déterminé à réussir dans l'univers cinématographique, Sèdo Tossou suit des cours de théâtre et de cinéma à Paris où il bénéficie de ses premiers rôles cinématographiques. Admis à une bourse de 10 000 dollars et quatre distinctions dans la musique en 2018,,, il part aux États-Unis suivre les cours d'art. Il a étudié également à la New York Film Academy.
Sèdo Tossou fait partie des premiers acteurs béninois à s’insérer dans le monde du cinéma hollywoodien après entre autres Djimon Hounsou, Sylvestre Amoussou et Jean Odoutan.
Sèdo Tossou est le fondateur de Sèdo N’Nogni, une école qu'il a créée au Bénin afin de refaire le cinéma béninois,. En 2020, il a été TEDx Speaker à la conférence TedxCotonou.
Sous sa direction, une équipe béninoise va participer au World Championships of Performing Arts (WCOPA) à  Los Angeles. Il s'agit d'un concours international de talents de la scène réunissant des artistes de différents pays pour concourir dans des catégories de la musique, la danse, la comédie, et la poésie orale.
En 2021, après avoir entendu parler de Black Santiago Club pour la première fois au cours de sa rencontre avec le ministre de la culture béninoise, Jean Michel Abimbola, qui l'a invite à parler de son école. Il fut approché peu de temps après par les producteurs de l'émission qui lui ont offert l'opportunité de jouer le méchant de la série, rôle qu'il accepte jouer.
En 2024, il dévoile Alokan, une série qui met en scène de manière comique le quotidien des téléconseillers dans un centre d'appel au Bénin,. C'est une sitcom qu'il a écrite, réalisée et produite avec son collectif Sèdo N’Nogni et le groupe CANAL+. Les épisodes ont été diffusés depuis le 2 décembre 2024 sur la chaine A+ Bénin et sont disponibles en streaming sur la plateforme MyCanal.

#### Filmographie
- 2016 : Et si on s'en sortait : Rost Adom
- 2018 : Beaux parents : Héctor Cabello Reyes
- 2019 : FYI Dream Life :
- 2020 : Upgrade Reality : Janusz Kaminski
- 2020 : Blood on her badge : Kenn Michael
- 2021 : Safia : Sèdo Tossou
- 2024 : Alokan : Sèdo Tossou